# Eleição para o Senado federal pelo Nevada em 2012
A eleição para o senado do estado americano de Nevada foi realizada em 6 de novembro de 2012 em simultâneo com as eleições para a câmara dos representantes, para o senado, para alguns governos estaduais e para o presidente da república. O senador republicano Dean Heller, que recentemente foi nomeado para o senado após a renúncia do senador John Ensign, concorreu para o seu primeiro mandato completo. A representante democrata Shelley Berkley enfrentou Heller na eleição geral. Dean Heller foi reeleito com 45,91% dos votos.

## Resultados
|  | Republicano          | Dean Heller           | 456.471 | 45,91% |
|  | Democrata            | Shelley Berkley       | 444.337 | 44,69% |
|  | América Independente | David Lory Vanderbeek | 48.544  | 4,88%  |
|  |                      | Outros candidatos     | 44.892  | 4,51%  |
|  | Total:               | Total:                | 994.244 |        |